# 中東呼吸綜合症疫情
中東呼吸綜合症疫情，介绍2012年於中東地區首次爆发的中東呼吸綜合症（MERS）、其后扩散至多国的流行病疫情。

## 疫情发展

### 2012－2013年
科学家及社会最初认为该病来自沙特阿拉伯。但事后的流行病学调查表明，在2012年6月沙特阿拉伯出现确诊病例前，2012年4月约旦一家医院已爆发了一次不明原因肺炎疫情，这是该病可追溯的首次爆发。
首个确诊病例于2012年6月在沙特阿拉伯出现，病人有七天的发热、咳嗽、咳痰和呼吸困难的病史。埃及病毒学家阿里·穆罕默德·扎基（Ali Mohamed Zaki）从这名男子的肺中分离并鉴定出一种以前未知的冠状病毒，扎基随后于2012年9月24日在ProMED-mail中公布了他的发现。世界衛生組織其后表示其正忙于「更進一步的描述這種新型冠狀病毒」，並且「立即警告與此病毒相關的會員國，同時協助衛生機構和健康中心協調和提供指引」。
2012年9月，一名居住在卡塔尔的49岁男性出现了类似的流感症状，病毒序列与第一例几乎相同。该患者的样本其后送交英国健康保护局检验，英国健康保护局随后确认该患者为第二例病例，并将该病毒暂命名为“2012新型冠状病毒伦敦1型”（London1_novel CoV 2012）。
2012年11月，卡塔尔和沙特阿拉伯也出现了类似病例。另外还发现了死亡病例，科学家随后开始对这种新型冠状病毒进行快速研究和监测。但目前尚不确定第一例、第二例及其后病例感染是一次人畜共患病事件以及随后的人与人之间传播的结果，还是感染的多个地理位置是否代表来自未知共同来源的多起人畜共患病事件。
繼2013年初第一位遭受病毒感染的沙地阿拉伯病人病逝，同年9月病毒被發現於一位近期曾到過沙地阿拉伯的卡達病患身上，他被施以呼吸道疾病的治療，最後卻因疾病引起了腎衰竭。2013年2月，英國曼徹斯特一名曾到過中東及巴基斯坦的旅客證實確診，成為英國首宗及全球第十宗個案。病者的兒子亦從父親身上感染病毒，成為這種病毒可人傳人的確證，而他在2013年2月19日病逝。2013年2月21日，世界卫生组织已共接獲13個實驗室確診個案，當中沙特阿拉伯佔六個（四個死亡個案）、約旦兩個（皆已死亡）、卡塔爾兩個、英國三個。當中，在沙特阿拉伯有兩個個案皆來自同一個家庭，至少一人出現了病徵，但在檢查時表現出陰性反應。

### 2015年

韩国病例分布情况变化图（截至2015年7月20日）
治愈病例数
在院治疗病例数
死亡病例数

2015年5月20至21日間，韓國公佈該國新增3例MERS冠狀病毒感染症，指標個案曾前往巴林、沙烏地阿拉伯及阿拉伯聯合大公國，第2例個案為指標個案之妻子，第3例個案為指標個案之同病房之就醫民眾。2015年6月5日，世界衛生組織決議派遣研究團體前往韓國就近了解疫情。此團體由福田敬二醫師領導，團員包含各領域的專家：流行病學；病毒學；臨床管理；感染控制和預防；以及曾在中東地區服務的研究學者。2015年6月13日，該團隊結束訪視，提出一些聲明，如：在基因學的研究上，並沒有發現有突變導致感染力增加的現象；韓國的流行原因在於該國對於此類疾病並不熟悉，加以患者和其親友在進出醫院時未加防護所致。

## 研究

### 病原体
病毒學家Ron Fouchier推測這種病毒可能源自於蝙蝠，而美国国家过敏症和传染病研究所和沙特国王大学的研究则认为病毒来源于骆驼。

### 症状与潜伏期
对47项沙特实验室确诊病例的一项评估指出，患者最常见的症状为占98%的发烧，其余为83%的咳嗽，72%的呼吸困难和32%的肌肉酸痛。也有出现胃肠道症状的患者中有26%为腹泻，21%为呕吐，17%为腹痛。72%的患者需要呼吸机。每3.3名男性患者对应每一名女性患者。一项基于中东呼吸综合征疫情的医院研究表明潜伏期预计为5.5天（95%的置信区间为1.9天到14.7天）。MERS的范围从无症状疾病到严重肺炎导致的急性呼吸窘迫症候群（ARS）。肾衰竭、弥漫性血管内凝血（DIC）和心包炎也有报告。
2013年2月13日，世衛說「現時人傳人的持續風險很低」。2013年5月3日，沙特阿拉伯衛生部表示，沙特「最近幾日」新發現了7名新型冠狀病毒感染者，其中5人死亡，令全球死亡人數在短短幾天內急增近五成。2014年5月17日，美國確診第3宗但為首宗境內傳播的中東呼吸綜合症個案，但沒有病徵毋須接受治療。2012年初至今，全球累计超過600宗中東呼吸綜合症確診個案，造成超過180人死亡。

## 外部連結
- Emergence of the Middle East Respiratory Syndrome Coronavirus（页面存档备份，存于）
- MERS-CoV Complete Genome（页面存档备份，存于）
- Emerging viruses
- Molecular Illustration of MERS-Coronavirus（页面存档备份，存于）
- Philippines still MERS-CoV free – DOH（页面存档备份，存于）